# 道の駅リストアステーション
道の駅リストアステーション（みちのえき リストアステーション）は、広島県庄原市総領町下領家にある国道432号の道の駅である。

## 概要
広島県内において初めて登録された道の駅。

## 沿革
- 1993年（平成5年）
  - 11月24日、登録・開業。平成5年度手づくり郷土賞（出会いを演出する街角）受賞。
- 2015年（平成27年）
  - 3月、レストランの経営者が撤退[2]。
  - 4月29日、レストランが営業再開[2]。

## 施設
- 駐車場 : 普通車 50台 [1]
- トイレ
  - 男 : 大 1器・小 3器
  - 女 : 6器
  - 身障者用 : 1器
- 公衆電話 : 2台
- レストラン （11:00 - 19:00） [1]
- 喫茶店
- 売店
- 休憩所 （8:30 - 17:00）
- 公園
- 情報コーナー

### 休館日
- 毎週火曜日（祝日の場合は翌日） [1]

## アクセス
- 国道432号 - 登録路線
  - 竹原市 - 東広島市河内町 - 三原市大和町 - 世羅町 - 府中市上下町 - 庄原市総領町亀谷（広島県道414号高光総領線） - 道の駅リストアステーション - 庄原市総領町稲草 上市交差点（広島県道51号甲山甲奴上市線 / 広島県道78号三良坂総領線） - 中国自動車道 庄原IC - 庄原市 - 奥出雲町 - 安来市 - 松江市
- 中国自動車道（庄原ICから国道432号経由で約15分[2][3]）
  - 落合JCT（米子自動車道）・北房JCT（岡山自動車道）方面 - 東城IC - 庄原IC - 三次東JCT（三次東IC / 尾道自動車道 / 松江自動車道） - 千代田JCT（浜田自動車道）・広島北JCT（広島自動車道）方面
- 広島県道51号甲山甲奴上市線（庄原市総領町稲草 上市交差点で国道432号に接続）三次市甲奴町方面
- 広島県道78号三良坂総領線（庄原市総領町稲草 上市交差点で国道432号に接続）三次市三良坂町方面
- 広島県道414号高光総領線（庄原市総領町亀谷で国道432号に接続）神石高原町福永方面

- 総領地域 庄原市営バス「ほっとふれ愛バス」[4] 総領診療所（診療所）バス停

## 周辺
- 庄原市役所総領支所 （庄原市総領町下領家）
- 庄原市立総領中学校 （庄原市総領町稲草）